# Scherge
Als Scherge wird im heutigen Sprachgebrauch oft ein „Henkersknecht“, Büttel, käuflicher Verräter oder generell eine Person, die einem Schurken dienstbar ist und seine Befehle ausführt, bezeichnet. Das veraltete Wort Häscher ist ein Synonym zu Scherge.

## Geschichte
Der Begriff Scherge wird schon lange nicht mehr in seiner ursprünglichen Bedeutung „Anführer einer Schar“ (althochdeutsch scario) verwendet; bereits im Mittelhochdeutschen wurde Scherge im Sinne von „Gerichtsdiener“ angewandt, und in Zedlers Universallexikon (1732–1754) wird Scherge als ein Begriff bezeichnet, „worunter man heut zu Tage insgemein einen Stadt-Knecht, Büttel, Häscher, Folterer etc. zu verstehen pfleget“.
Das Schergenamt (auch Amt genannt) war eine geschichtliche Verwaltungseinheit in Altbayern. Dem Schergenamt stand der Scherg(e) oder Amtmann vor. Über dem Amt wiederum stand das Landgericht älterer Ordnung.